# Chen Yi-Hsiung
Chen Yi-Hsiung es un deportista taiwanés que compitió en taekwondo. Ganó una medalla de plata en el Campeonato Asiático de Taekwondo de 1988, en la categoría de –70 kg.

## Palmarés internacional
| Representando a China Taipéi |                  |                  |           |
| Campeonato Asiático          |                  |                  |           |
| Año                          | Lugar            | Medalla          | Categoría |
| 1988                         | Katmandú (Nepal) | Medalla de plata | –70 kg    |